# Drill Instructor
Drill Instructor is een nummer van de Duitse muziekgroep Captain Jack. Het liedje kwam uit in 1996 en behaalde Goud en de Alarmschijf. Het nummer stond drie weken op de eerste plaats in de Nederlandse Single Top 100.